# Štakorče
Štakorče (nemško St. Ulrich) je naselje Statutarnega mesta Beljak na Koroškem v Avstriji.